# Мировичі (Ковельський район)
Миро́вичі — село в Україні, у Ковельському районі Волинської області. Входить до складу Турійської селищної громади. Населення становить 76 осіб.

## Географія
Селом протікає річка Турія.

## Історія
У 1906 році село Турійської волості Ковельського повіту Волинської губернії. Відстань від повітового міста 25 верст, від волості 7. Дворів 37, мешканців 270.
12 червня 2020 року, відповідно до розпорядження Кабінету Міністрів України № 708-р «Про визначення адміністративних центрів та затвердження територій територіальних громад Волинської області», увійшло до складу Турійської селищної територіальної громади.
19 липня 2020 року, в результаті адміністративно-територіальної реформи та ліквідації  Турійського району, село увійшло до новоутвореного Ковельського району. 

## Населення
Згідно з переписом УРСР 1989 року чисельність наявного населення села становила 86 осіб, з яких 40 чоловіків та 46 жінок.
За переписом населення України 2001 року в селі мешкали 72 особи. 100 % населення вказало своєю рідною мовою українську мову.